# Monachather
Monachather es un género  de plantas herbáceas de la familia de las poáceas. Es originario de Australia.
Algunos autores lo incluyen en el género Danthonia sensu lato.

## Etimología
El nombre del género deriva del griego monarchos (aislado) y ather (con picos como en un espiga de trigo), refiriéndose a la blanca y solitaria espiga.

## Citología
El número cromosómico básico del género es x =  6, con números cromosómicos somáticos de x = 6. 2n = 72. 12 ploide.

## Especies
- Monachather paradoxa
- Monachather paradoxus